# Сьвіньовиці
Сьвіньовиці (пол. Świniowice, нім. Schwinowitz, 1936-1945 Ebersheide) — село в Польщі, у гміні Творуг Тарноґурського повіту Сілезького воєводства.
Населення — 442 особи (2011).
У 1975-1998 роках село належало до Катовицького воєводства.

## Демографія
Демографічна структура станом на 31 березня 2011 року:
|          | Загалом | Допрацездатний вік | Працездатний вік | Постпрацездатний вік |
| -------- | ------- | ------------------ | ---------------- | -------------------- |
| Чоловіки | 224     | 45                 | 147              | 32                   |
| Жінки    | 218     | 45                 | 131              | 42                   |
| Разом    | 442     | 90                 | 278              | 74                   |